# Ctenotus mesotes
Ctenotus mesotes là một loài thằn lằn trong họ Scincidae. Loài này được Horner mô tả khoa học đầu tiên năm 2009.